# Rybinsk
Rybinsk (em russo:  Рыбинск) é uma cidade na Rússia, a segunda maior cidade da Oblast de Iaroslavl. Ela está na confluência dos rios Volga e Cheksna. População: 213.000 (estimativa de 2007); 222.653 (censo de 2002); 251.442 (censo de 1989). Rybinsk é servida pelo Aeroporto Staroselye.

## História breve

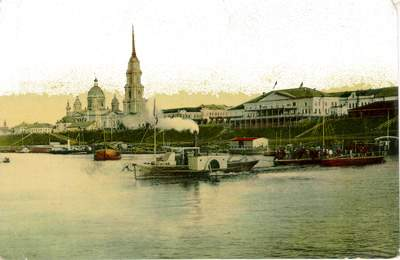
Centro comercial e a Catedral de Rybinsk.

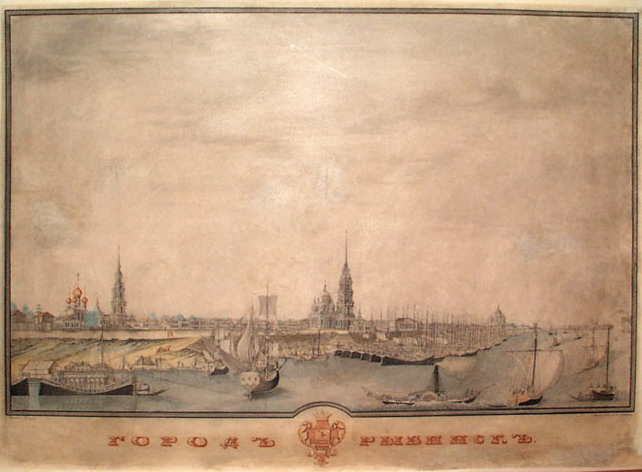
Vista geral de Rybinsk na década de 1820.

Rybinsk é um dos mais antigos vilarejos eslavos no rio Volga. O lugar foi, primeiramente, noticiado por cronistas em 1071 como Ust-Sheksna. Pelos próximos quatro séculos, o vilarejo foi atribuido para, alternativamente, como Ust-Sheksna ou Rybansk. Em 1504, ele foi mencionado em documentos como Rybnaya Sloboda (literalmente: "a vila pesqueira"). O nome é devido ao fornecimento, que a localidade fazia a Moscóvia, de esturjões.
No século XVII, quando a sloboda foi capitalizada no mercado da Companhia de Moscóvia com a Europa Ocidental, ela ficou rica suficiente para construir várias igrejas de pedra, no qual, somente uma sobriveveu até os dias atuais. Muitas igrejas tinham uma arquitetura antiga, talvez, foram fundadas nos bairros, incluindo as muitas e antigas da Muscóvia que tinham o teto desconjuntado (no Claustro de Alexandrov) e o santuário da família Ushakov (na Ilha Epifania).

## Esporte
A cidade de Rybinsk é a sede do Estádio Saturn e do FC Rybinsk, que participou do Campeonato Russo de Futebol.